# ناتاشا
ناتاشا بازیگر فیلم‌های ایرانی است که در ۹ فیلم به عنوان بازیگر و یک فیلم به عنوان مجری رقص بوده‌است. آخرین فیلم ناتاشا، فیلم خیالاتی به سال ۱۳۵۲ کارگردانی و نویسندگی منوچهر نوذری بود.

## بازیگر
- خیالاتی
- فرشته نجات در نقش شیرین
- احساس داغ
- رعد و برق در نقش ژیلا
- شب عروسی
- مردافکن در نقش زن
- آدم و حوا در نقش دختر
- حسن فرفره
- خشم عقاب‌ها در نقش شیرین

## رقص
- شب عروسی

1. ↑  «. : Iranian Movie DataBase ناتاشا :». www.sourehcinema.com. دریافت‌شده در ۲۰۲۱-۰۴-۲۷.[پیوند مرده]